# Felix Kibore
Felix Kikwai Kibore (arabisch فيليكس كيبوري, * 18. Februar 1988) ist ein ehemaliger katarischer Langstreckenläufer kenianischer Herkunft, der seit 2007 für Katar startberechtigt ist. Sein größter Erfolg war der Gewinn der Goldmedaille über 5000 m bei den Asienmeisterschaften 2007 sowie die Bronzemedaille bei den Asienspielen 2010.

## Sportliche Laufbahn
Erste Erfahrungen bei internationalen Meisterschaften sammelte Felix Kibore im Jahr 2007, als er bei den Asienmeisterschaften in Amman in 14:07,12 min auf Anhieb die Goldmedaille im 5000-Meter-Lauf gewann. Anschließend gelangte er bei den Weltmeisterschaften in Osaka bis ins Finale und belegte dort in 13:51,18 min den neunten Platz. Im Jahr darauf klassierte er sich bei den Hallenasienmeisterschaften in Doha mit 7:52,20 min den vierten Platz im 3000-Meter-Lauf und anschließend wurde er bei den Crosslauf-Weltmeisterschaften in Edinburgh nach 35:15 min Sechster im Einzelbewerb und sicherte sich in der Teamwertung die Bronzemedaille hinter den Mannschaften aus Kenia und Äthiopien. Im August nahm er  im 10.000-Meter-Lauf an den Olympischen Spielen in Peking teil und gelangte dort nach 28:11,92 min auf Rang 22. Daraufhin wurde er bei den Halbmarathon-Weltmeisterschaften in Rio de Janeiro nach 1:07:10 h 40. Bei den Crosslauf-Weltmeisterschaften 2009 in Amman gelangte er nach 36:14 min auf Rang 20 und bei den Crosslauf-Weltmeisterschaften 2010 im polnischen Bydgoszcz lief er nach 35:11 min auff Rang 48 ein. Im November desselben Jahres nahm er an den Asienspielen in Guangzhou teil und gewann dort in 13:49,31 min die Bronzemedaille über 5000 m hinter dem Bahrainer Ali Hasan Mahboob und seinem Landsmann James Kwalia. Daraufhin beendete er seine aktive sportliche Karriere im Alter von nur 22 Jahren.

## Persönliche Bestzeiten
- 3000 Meter: 7:43,09 min, 9. Mai 2008 in Doha
  - 3000 Meter (Halle): 7:52,20 min, 16. Februar 2008 in Doha
- 5000 Meter: 13:16,11 min, 20. Juli 2008 in Heusden-Zolder
- 10.000 Meter: 27:35,11 min, 12. Juli 2008 in Pergine Valsugana
- Halbmarathon: 1:07:10 h, 12. Oktober 2008 in Rio de Janeiro